# Coupe d'Afrique du Sud de football
Ne doit pas être confondu avec Coupe de la Ligue sud-africaine de football.
La Coupe d'Afrique du Sud de football (Nedbank Cup) est une compétition créée en 1971. Elle porte le nom de ABSA Cup jusqu'en 2007, et oppose annuellement les clubs sud-africains des différentes divisions.

## Histoire
Créée en 1971 durant l'apartheid, elle est initialement réservée aux équipes des communautés noires. En 1977, les équipes de la communauté blanche (jouant initialement la NFL Cup) peuvent y participer. Néanmoins en 1985, des désaccords entraînent la majorité des équipes à se retirer et continuer la Coupe sous l'égide d'une nouvelle fédération (la National Soccer League) en donnant accès aux communautés coloured et indiennes (jouant initialement la SASF Cup).

## Palmarès
| Année | Vainqueur                    | Score          | Finaliste             | Nom de la compétition    |
| ----- | ---------------------------- | -------------- | --------------------- | ------------------------ |
| 1971  | Kaizer Chiefs                | 2-2            | Orlando Pirates       | Life Challenge Cup       |
| 1972  | Kaizer Chiefs                | 4-1            | Zulu Royals           | Life Challenge Cup       |
| 1973  | Orlando Pirates              | 5-2            | Zulu Royals           | Life Challenge Cup       |
| 1974  | Orlando Pirates              | 1-0            | AmaZulu FC            | Life Challenge Cup       |
| 1975  | Orlando Pirates              | 2-1            | Kaizer Chiefs         | Life Challenge Cup       |
| 1976  | Kaizer Chiefs                | 1-0            | Orlando Pirates       | Benson and Hedges Trophy |
| 1977  | Kaizer Chiefs                | 1-0            | Orlando Pirates       | Benson and Hedges Trophy |
| 1978  | Wits University              | 3-2            | Kaizer Chiefs         | Mainstay Cup             |
| 1979  | Kaizer Chiefs                | 3-3            | Highlands Park FC     | Mainstay Cup             |
| 1980  | Orlando Pirates              | 3-2            | Moroka Swallows       | Mainstay Cup             |
| 1981  | Kaizer Chiefs                | 1-1            | Orlando Pirates       | Mainstay Cup             |
| 1982  | Kaizer Chiefs                | 2-1            | African Wanderers     | Mainstay Cup             |
| 1983  | Moroka Swallows              | 1-0            | Witbank Black Aces    | Mainstay Cup             |
| 1984  | Kaizer Chiefs                | 1-0            | Orlando Pirates       | Mainstay Cup             |
| 1985  | Bloemfontein Celtic          | 2-1            | African Wanderers     | Mainstay Cup             |
| 1986  | Mamelodi Sundowns            | 1-0            | Jomo Cosmos           | Mainstay Cup             |
| 1987  | Kaizer Chiefs                | 1-0            | AmaZulu FC            | Mainstay Cup             |
| 1988  | Orlando Pirates              | 2-1            | Kaizer Chiefs         | Bob Save Superbowl       |
| 1989  | Moroka Swallows              | 1-1            | Mamelodi Sundowns     | Bob Save Superbowl       |
| 1990  | Jomo Cosmos                  | 1-0            | AmaZulu FC            | Bob Save Superbowl       |
| 1991  | Moroka Swallows              | 2-1            | Jomo Cosmos           | Bob Save Superbowl       |
| 1992  | Kaizer Chiefs                | 2-1            | Jomo Cosmos           | Bob Save Superbowl       |
| 1993  | Witbank Black Aces           | 1-0            | Kaizer Chiefs         | Bob Save Superbowl       |
| 1994  | Vaal Professionals           | 1-0            | Qwa Qwa Stars         | Bob Save Superbowl       |
| 1995  | Cape Town Spurs              | 3-0            | Pretoria City         | Bob Save Superbowl       |
| 1996  | Orlando Pirates              | 1-0            | Jomo Cosmos           | Bob Save Superbowl       |
| 1997  | Non jouée                    | Non jouée      | Non jouée             | Non jouée                |
| 1998  | Mamelodi Sundowns            | 1-1            | Orlando Pirates       | Bob Save Superbowl       |
| 1999  | Supersport United            | 2-1            | Kaizer Chiefs         | Bob Save Superbowl       |
| 2000  | Kaizer Chiefs                | 1-0            | Mamelodi Sundowns     | Bob Save Superbowl       |
| 2001  | Santos                       | 1-0            | Mamelodi Sundowns     | Bob Save Superbowl       |
| 2002  | Non jouée                    | Non jouée      | Non jouée             | Non jouée                |
| 2003  | Santos                       | 2-0            | Ajax Cape Town        | ABSA Cup                 |
| 2004  | Moroka Swallows              | 3-1            | Manning Rangers       | ABSA Cup                 |
| 2005  | Supersport United            | 1-0            | Wits University       | ABSA Cup                 |
| 2006  | Kaizer Chiefs                | 0-0            | Orlando Pirates       | ABSA Cup                 |
| 2007  | Ajax Cape Town               | 2-0            | Mamelodi Sundowns     | ABSA Cup                 |
| 2008  | Mamelodi Sundowns            | 1-0            | Mpumalanga Black Aces | Nedbank Cup              |
| 2009  | Moroka Swallows              | 1-0            | Pretoria University   | Nedbank Cup              |
| 2010  | Wits University              | 3-0            | AmaZulu FC            | Nedbank Cup              |
| 2011  | Orlando Pirates              | 3-1            | Black Leopards        | Nedbank Cup              |
| 2012  | Supersport United            | 2-0            | Mamelodi Sundowns     | Nedbank Cup              |
| 2013  | Kaizer Chiefs                | 1-0 ap         | Supersport United     | Nedbank Cup              |
| 2014  | Orlando Pirates              | 3-1            | Wits University       | Nedbank Cup              |
| 2015  | Mamelodi Sundowns            | 0-0ap, 4-3 tab | Ajax Cape Town        | Nedbank Cup              |
| 2016  | Supersport United            | 3-2            | Orlando Pirates       | Nedbank Cup              |
| 2017  | Supersport United            | 4-1            | Orlando Pirates       | Nedbank Cup              |
| 2018  | Free State Stars             | 1-0            | Maritzburg United FC  | Nedbank Cup              |
| 2019  | TS Galaxy                    | 1-0            | Kaizer Chiefs         | Nedbank Cup              |
| 2020  | Mamelodi Sundowns            | 1-0            | Bloemfontein Celtic   | Nedbank Cup              |
| 2021  | Tshakhuma Tsha Madzivhandila | 1-0            | Chippa United         | Nedbank Cup              |
| 2022  | Mamelodi Sundowns            | 2-1            | Marumo Gallants       | Nedbank Cup              |
| 2023  | Orlando Pirates              | 2-1            | Sekhukhune United     | Nedbank Cup              |
| 2024  | Orlando Pirates              | 2-1            | Mamelodi Sundowns     |                          |
| 2025  | Kaizer Chiefs                | 2-1            | Orlando Pirates       |                          |

## Bilan par club
| Club                             | Titre                                                                                         | Finaliste                                                          |
| -------------------------------- | --------------------------------------------------------------------------------------------- | ------------------------------------------------------------------ |
| Kaizer Chiefs                    | 14 (1971, 1972, 1976, 1977, 1979, 1981, 1982, 1984, 1987, 1992, 2000, 2006, 2012–13, 2024-25) | 6 (1975, 1978, 1988, 1993, 1999, 2019)                             |
| Orlando Pirates                  | 10 (1973, 1974, 1975, 1980, 1988, 1996, 2011, 2014, 2023, 2024)                               | 10 (1971, 1976, 1977, 1981, 1984, 1998, 2006, 2016, 2017, 2024-25) |
| Mamelodi Sundowns                | 6 (1986, 1998, 2008, 2014–15, 2019–20, 2021–22)                                               | 6 (1989, 2000, 2001, 2007, 2011–12, 2024)                          |
| Moroka Swallows                  | 5 (1983, 1989, 1991, 2004, 2009)                                                              | 1 (1980)                                                           |
| Supersport United                | 5 (1999, 2005, 2011–12, 2015–16, 2016–17)                                                     | 1 (2013)                                                           |
| Wits University                  | 2 (1978, 2010)                                                                                | 2 (2005, 2014)                                                     |
| Santos                           | 2 (2001, 2003)                                                                                | 0                                                                  |
| Jomo Cosmos                      | 1 (1990)                                                                                      | 4 (1986, 1991, 1992, 1996)                                         |
| Ajax Cape Town                   | 1 (2007)                                                                                      | 2 (2003, 2015)                                                     |
| Witbank Black Aces               | 1 (1993)                                                                                      | 1 (1983)                                                           |
| Free State Stars / Qwa Qwa Stars | 1 (2018)                                                                                      | 1 (1994)                                                           |
| Bloemfontein Celtic              | 1 (1985)                                                                                      | 1 (2020)                                                           |
| Cape Town Spurs                  | 1 (1995)                                                                                      | 0                                                                  |
| TS Galaxy                        | 1 (2019)                                                                                      | 0                                                                  |
| Tshakhuma                        | 1 (2021)                                                                                      | 0                                                                  |
| Vaal Professionals               | 1 (1994)                                                                                      | 0                                                                  |
| Amazulu                          | 0                                                                                             | 6 (1972, 1973, 1974, 1987, 1990, 2010)                             |
| African Wanderers                | 0                                                                                             | 2 (1982, 1985)                                                     |
| Black Leopards                   | 0                                                                                             | 1 (2011)                                                           |
| Chippa United                    | 0                                                                                             | 1 (2021)                                                           |
| Highlands Park FC                | 0                                                                                             | 1 (1979)                                                           |
| Manning Rangers                  | 0                                                                                             | 1 (2004)                                                           |
| Maritzburg United                | 0                                                                                             | 1 (2018)                                                           |
| Marumo Gallants                  | 0                                                                                             | 1 (2022)                                                           |
| Mpumalanga Black Aces            | 0                                                                                             | 1 (2008)                                                           |
| Sekhukhune United                | 0                                                                                             | 1 (2023)                                                           |
| Pretoria City                    | 0                                                                                             | 1 (1995)                                                           |
| Pretoria University              | 0                                                                                             | 1 (2009)                                                           |